# Medri Bahri
Medri Bahri (en tigriña: ምድሪ ባሕሪ) fue un reino medieval en el Cuerno de África. Situado en lo que es actualmente Eritrea, estaba gobernado por el Bahri Negus (también llamado Bahri Negash), su capital estaba ubicada en Debarwa. Las principales provincias del estado eran Hamasien, Seraye y Akele Guzai, todas las cuales están habitadas en la actualidad principalmente por los tigriñas, quienes forman más del 50 % de la población de Eritrea.